# Roodbandheremiet
De Roodbandheremiet (Pseudochazara mniszechii)  is een vlinder uit de familie van de Nymphalidae, uit de onderfamilie van de Satyrinae. De soort is voor het eerst wetenschappelijk beschreven door Herrich-Schäffer in een publicatie uit 1851.

## Verspreiding
De soort komt voor in Griekenland, Turkije, Georgië, Noord-Iran en Beloetsjistan.

## Habitat en vliegtijd
De vlinder kan worden aangetroffen van eind juni tot half september op hellingen van kleisteen tussen 1000 en 2200 meter hoogte.

## Ondersoorten
- Pseudochazara mniszechii mniszechii (Herrich-Schäffer, 1851) (Turkije)
- Pseudochazara mniszechii caucasica  (Lederer, 1864) (Turkije, Georgië)
  - = Satyrus pelopea var. caucasica Lederer, 1864
  - = Pseudochazara pelopea caucasica Lederer, 1864